# Coenosopsia albuquerquei
Coenosopsia albuquerquei är en tvåvingeart som beskrevs av Bortolanza och Carvalho 2006. Coenosopsia albuquerquei ingår i släktet Coenosopsia och familjen blomsterflugor. Inga underarter finns listade i Catalogue of Life.